# Гностическое христианство
Гности́ческое христиа́нство — направление гностицизма, в котором присутствуют элементы христианства, что отличает его от персидского и курдского гностицизма. Это религиозно-философское учение, возникшее в I—II веках н. э. на почве объединения христианских идей о божественном воплощении в целях искупления, иудейского монотеизма и пантеистических построений языческих религий. Гностицизм явился формой связи новой, христианской религии с мифологией и философией эллинизма.
Гностицизм является достаточно условным названием, предложенным в XVII веке кембриджским платоником Генри Мором как производное от др.-греч. γνῶσις (знание) для обозначения некоторых раннехристианских ересей.

## Гностические христиане и римское богословие
В XVII веке, для обозначения некоторых направлений раннего христианства, признанных ортодоксальными богословами еретическими, был предложен термин гностицизм.

По мнению раннехристианских ортодоксальных богословов гностическое христианство было отрицательным явлением, а его сочинения после вселенских соборов были уничтожены победителями, когда гностики были официально объявлены еретиками. В то же время раннее христианство, соприкасающееся с гностицизмом, не было повсеместно маргинальным явлением, а представляет собой форму раннехристианской философии. Исследователь религии Мирча Элиаде пишет:
Гностики представлялись худшими из еретиков именно потому, что они отвергали, в целом или частично, принципы древнееврейского мышления. […] Что же до причин появления ересей, то Ириней и Ипполит находили их в искажающем влиянии на Писание греческой философии. Вальтер Бауэр в 1934 г. подверг этот тезис критике […] Бауэр приходит к заключению, что три главных центра христианства — Эдесса , Александрия и Малая Азия — в течение первых двух веков были еретическими, а ортодоксия пришла туда позже . С самого начала единственным ортодоксальным центром был Рим, то есть победа ортодоксии в античности эквивалентна победе римского христианства. Таким образом, в эпоху раннего христианства с его многочисленными и неустойчивыми формами, многочисленными, многообразными и подчас противоречивыми тенденциями Риму удалось зафиксировать и утвердить определённую форму христианства, получившую название ортодоксии, на фоне которой все другие течения были названы ересями. Однако, как замечает Андре Бенуа, объяснение Бауэра остаётся в сфере чистой истории; оно не учитывает содержание учений, относящихся к ортодоксии и к ересям. […] Коротко говоря, ортодоксию определяют: 1) верность Ветхому Завету и апостольской традиции, зафиксированной в документах; 2) неприятие эксцессов мифологизирующего воображения; 3) уважение к систематическому мышлению (а значит, к греческой философии); 4) важность, придаваемая общественным и политическим институтам, то есть юридической мысли. Каждый из этих элементов породил значительные богословские произведения и внёс свою большую или меньшую лепту в триумфальную победу Церкви. В определённые моменты истории христианства, однако, каждый из этих элементов ускорял также и кризисы, нередко весьма серьёзные, и способствовал обеднению первоначальной традиции.

## История
Раннехристианские апологеты называют несколько проповедников, которые первыми внесли гностические идеи в христианство. К первым проповедникам гностических идей в среде христиан относят Симона Мага (Симона Волхва). По всей вероятности, он не был христианином, а принадлежал к какой-то неизвестной нам сирийско-самаритянской религиозной секте.
В Откровении Иоанна Богослова содержится критика Николаитов, Иоанн пишет от лица Иисуса:

Но имею немного против тебя, потому что есть у тебя там держащиеся учения Валаама, который научил Валака ввести в соблазн сынов Израилевых, чтобы они ели идоложертвенное и любодействовали. Так и у тебя есть держащиеся учения Николаитов, которое Я ненавижу.
— Откр. 2:14
В приблизительно 140 году н. э. гностик Маркион прибыл в Рим, но вскоре, в 144 г. был предан анафеме местной общиной. После этого он проникся идеями сирийского гностика Кердона и основал собственную церковь, которая обрела своих последователей в Италии, Египте и Ближнем Востоке.
Карпократы были первыми гностиками и христианами, выступившими против Ветхого Завета, который Христос «пришёл исполнить», частной и даже личной собственности, святости уз брака, теоретически обосновывали общность жён и мужей. Их последователи основали в 160 году н. э. в Риме общину каинитов, пытавшуюся практически и вульгарно претворить в жизнь коммунистические идеи карпократов.
Представитель раннего христианства Керинф (с лат. — «Церинтус») жил около 100 года нашей эры. По происхождению еврей, он принял христианство. Ранняя христианская традиция описывает Керинфа как современника и противника Иоанна Богослова, который написал Первое послание Иоанна и Второе послание Иоанна, в том числе и с целью критики Керинфа. Всё, что известно о Керинфе происходит от написания раннехристианских апологетов. Керинф основал просуществовавшую очень недолго секту евреев, перешедших в христианство. Секта имела явно выраженное гностическое направление. Несмотря на принадлежность к христианам, единственной книгой из Нового Завета, которую признавал Керинф, было Евангелие от Матфея. Последователи Керинфа (Церинтуса) отрицали иудейские обычаи, такие как обрезание и шаббат.
Доступные свидетельства о жизни Валентина, позволяют предположить, что он жил во II в. и молодые годы провёл в Александрии. Его деятельность проходила в Риме, где он приобрёл славу как христианский проповедник и богослов. Тертуллиан сообщает, что Валентин отошёл от христианства после неудачной попытки занять место епископа. Валентин основал собственную гностическую школу и имел многочисленных последователей (например, упоминается его друг Ираклеон), в результате чего образовалось влиятельное направление в философии, получившее его имя «валентинианство».
В VII веке в Армении зарождается павликианство, в VIII—IX веках оно получает широкое распространение в Малой Азии и в европейских владениях Византийской империи.

## Течения

### Николаиты
Николаиты — одна из самых ранних христианских групп, подвергшихся обвинениям в ереси. Они упоминаются в Новом Завете, в книге Откровение Иоанна Богослова. Главное обвинение Николаитов состояло в разврате.

### Маркионитство
Учение основанное Маркионом во II веке. Во времена Епифания Кипрского (около 400 года) маркионитство было очень распространено в Малой Азии, Сирии, Армении, а на Западе — в Риме и Карфагене.

### Сифиане
Сифиа́не (др.-греч. σηθιανοι, сетиане) — гностики, названные так по имени библейского патриарха Сифа (Сета), третьего сына Адама и Евы, воплотившегося на земле в виде Иисуса Христа. Основными источниками для изучения сифиан являются упоминания в сочинениях христианских авторов Епифания Кипрского, Тертуллиана и Ипполита Римского, а также оригинальные гностические рукописи.

### Докетизм
Докетизм, докеты (от др.-греч. δοκέω [dokeō] — «кажусь») — одно из старейших еретических христианских учений и его приверженцы, отрицавшие реальность страданий Христа и Его воплощение как противоречащие представлениям о бесстрастности и неограниченности Бога и утверждавшие иллюзорность его существования. Докетизм появился очень рано, в апостольскую эпоху, и следы полемики с ним можно усмотреть уже в Новом завете (1Ин. 4:2, 3) или в собрании Наг-Хаммади (Мелхиседек IX, 5). Во II веке докетизм получает дальнейшее развитие, становясь неотъемлемой частью гностических конструкций. Отзвуки докетизма сохранились в монофизитском понимании природы Христа.
Суть учения — нематериальность телесной оболочки и земной жизни Христа. Следствием этого было утверждение, что из-за своей нематериальности Христос не мог страдать и умереть на кресте, и, следовательно, не мог и воскреснуть.

### Офиты
Офи́ты (от греч. ὄφις, «змея», «змей», иначе — офиане) — гностические секты, почитавшие змею, как символ высшего знания, видя в ней тот образ, который приняла верховная Премудрость или небесный эон София, чтобы сообщить первым людям, которых ограниченный Демиург хотел держать в детском неведении, истинные знания.

### Авелиты
Авелиты (или авелиане) — христианская гностическая секта, существовавшая в Северной Африке на территории современного Алжира в годы царствования византийского императора Аркадия. Просуществовала примерно до 430 года. Авелиты упоминаются в книге Августина Блаженного «Haeresibus».

### Манихейство
Манихе́йство — составленное из вавилонско-халдейских, иудейских, христианских, иранских (зороастризм) гностических представлений синкретическое религиозное учение перса Мани, распространившееся от Испании до Китая и представлявшее собой мировую религию своего времени.

### Павликиане
«Павликиане» — одно из наиболее значительных по размаху и последствиям средневековых еретических движений. Зародились в VII веке в Армении, в VIII—IX веках получили широкое распространение в Малой Азии и в европейских владениях Византийской империи. Своей целью считали сохранение исконной чистоты христианства, освобождение его от всех «элементов» язычества и идолопоклонства. Согласно учению павликиан, истинный, совершенный Бог имеет прямое отношение только к духовному миру, тогда как творцом видимого мира является демиург. Павликиане обвиняли кафолическую церковь в том, что она не различает эти две сущности, и, фактически, поклоняется демиургу. В своих диспутах с православными павликиане подчёркивали, что, в отличие от православных, поклоняющихся творцу этого мира, сами они верят в того, о ком Иисус говорил: «А вы ни гласа Его никогда не слышали, ни лица Его не видели» (Иоан. 5:37).

### Поздний гностицизм: Катары и Богомилы
Большинство современных исследователей (Ж. Дювернуа, А. Бренон, А. Казенаве, И. Хагманн и др.) считают катаризм одним из многочисленных, однако уникальных христианских движений, выявившихся одновременно в Западной и Восточной Европе в период «эпохи тысячелетия». Это движение было представлено различными общинами, не обязательно связанными между собой и иногда различавшимися доктриной и образом жизни, но представлявшими некое единство в области структуры и обряда, как во временных рамках — между X и XV столетиями, так и в географических — между Малой Азией и Западной Европой. В Восточной Европе и Малой Азии к таким общинам относят богомилов. Богомилы Византии и Балкан, а также катары Италии, Франции и Лангедока представляли собой одно и то же движение.
Для катарских текстов характерно отсутствие отсылок к текстам нехристианских религий. Даже в наиболее радикальных своих положениях (напр., о дуализме или о перевоплощениях) они апеллируют только к христианским первоисточникам и апокрифам. Теология катаров оперирует теми же понятиями, что и католическая теология, «то приближаясь, то удаляясь в их толковании от генеральной линии христианства».

## Критика
Сочинения Иринея Лионского против гностиков имеют большое значение и особенный авторитет в истории христианских догматов по своей древности. В своих трудах он подчёркивает важность следования каноническим новозаветным текстам; призывает не пренебрегать и «еврейской Библией» (Ветхим Заветом).